# Krasnowka (stacja kolejowa w obwodzie królewieckim)
Krasnowka (ros. Красновка) – stacja kolejowa w miejscowości Krasnowka, w rejonie czerniachowskim, w obwodzie królewieckim, w Rosji. Położona jest na linii Czerniachowsk – Żeleznodorożnyj.